# Reprezentacja Ukrainy w piłce wodnej kobiet
Reprezentacja Ukrainy w piłce wodnej kobiet – zespół, biorący udział w imieniu Ukrainy w meczach i sportowych imprezach międzynarodowych w piłce wodnej, powoływany przez selekcjonera, w którym mogą występować wyłącznie zawodniczki posiadające obywatelstwo ukraińskie. Za jej funkcjonowanie odpowiedzialny jest Ukraiński Związek Piłki Wodnej (NFWPU), który jest członkiem Międzynarodowej Federacji Pływackiej.

## Historia
Swój pierwszy oficjalny mecz reprezentacja Ukrainy rozegrała w 1992 roku po rozpadzie ZSRR.